# Frédéric Etherlinck
Frédéric Etherlinck (nascido Frédéric Idesbald Van Goitsenhoven-Maeterlinck, Bruxelas, Bélgica, 1 de agosto de 1968) é um antigo cantor e ator belga, conhecido por representar o seu país, a Bélgica no Festival Eurovisão da Canção 1995.

## Inicio
Etherlinck nasceu em Bruxelas em 1968, tendo imigrado cedo, com a família, para Los Angeles, onde viveu até 1977. Passou a viver em Nice, três anos antes de voltar para Bruxelas. Etherlinck tornou-se cantor e baterista, atuando em vários bares na sua cidade natal.

## Festival Eurovisão da Canção
Representou a Bélgica no Festival Eurovisão da Canção 1995, com a canção "La voix est libre", terminando a competição em 20º lugar, entre 23 participantes. A canção foi lançada em single e chegou ao 21º lugar nos tops de vendes da Valónia.

## Carreira posterior
Etherlinck lançou o álbum "Les années lumières". Hoje em dia é ator e vive em Montreal.